# Zwieselalm (Gosau)

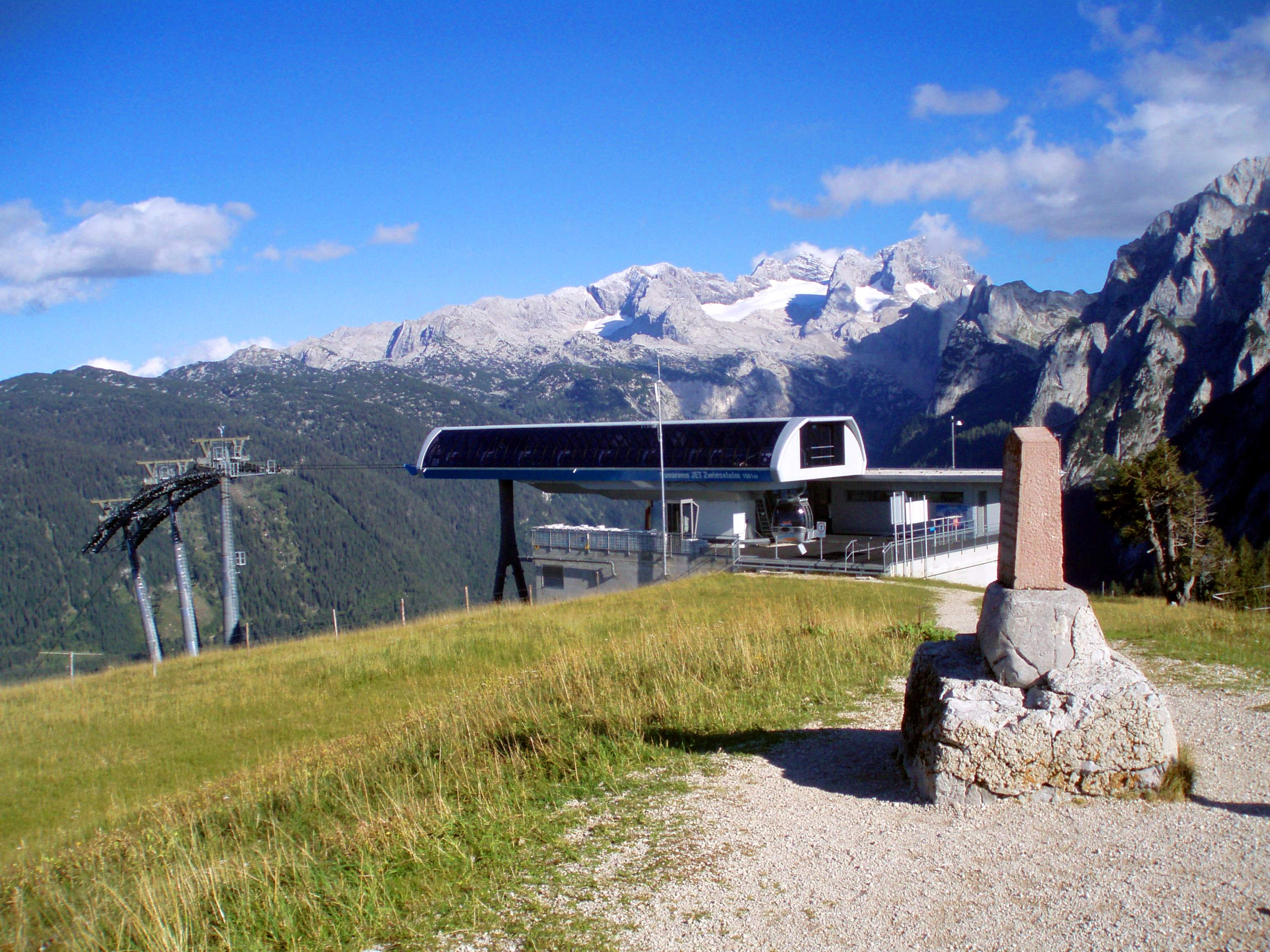
Zwieselalmhöhe (1587 m) mit Blick zum Dachstein

Die Zwieselalm, früher auch Zwieselalpe, ist ein zwischen 1300 und 1500 Meter hoch gelegenes Weidegebiet im Salzkammergut in Österreich. Es liegt südlich des Pass Gschütt, zwischen Gosau (Oberösterreich) und Abtenau bzw. Annaberg-Lungötz Lammertal (Bundesland Salzburg). Gipfel ist die Zwieselalmhöhe mit 1587 m ü. A. ⊙.
Die Zwieselalm bildet als Dolomitkuppe einen nördlichen Ausläufer des Gosaukammes (Donnerkogel 2055 m). Zum Almenraum gehören auch die Riedlkaralm (1371 m ⊙) auf Annaberger Seite, Großedtalm (1340 m ⊙) und Kleinedtalm (1348 m ⊙) Richtung Abtenau/Rußbach, nördlich anschließend die Breiningalm ⊙.
Die Zwieselalm ist Teil des Skigebiets Dachstein-West. Die Gosaukammbahn führt vom Vorderen Gosausee (Oberösterreich) auf die Zwieselalm. Die Zwieselalmhütte liegt auf 1436 m ü. A. ⊙, auf der Zwieselalmhöhe die Sonnenalm. Als Unterkunftsmöglichkeit dient auch die Gablonzer Hütte (OeAV).
Koordinaten: 47° 32′ 41″ N, 13° 28′ 20″ O